# Skybrudstunnel
En skybrudstunnel (på engelsk cloudburst tunnel) er en underjordisk rørledning til bortskaffelse af store nedbørsmængder fra skybrud i tætbefolkede områder. Begrebet kendes foreløbigt kun fra København, hvor man efter skybruddet i 2011 besluttede at sikre udsatte bydele mod oversvømmelse ved bl.a. at bygge skybrudstunneler, foruden overløbsbassiner, LAR-anlæg og klimaveje.
Københavns Kommune begyndte straks efter skybruddet i 2011 at lægge planer for skybrudssikring, som efterfølgende bl.a. er varetaget af forsyningsselskaberne HOFOR og Novafos. Tunnelerne kan rumme 100.000 kubikmeter væske, og koster 13 milliarder kr.

## Oversigt
Pr. april 2022 er der bygget to skybrudstunneler på Østerbro, nemlig
- Østerbrotunnelen mellem Østerbrogade og Svanemølleværket (åbnet august 2017)[5]
- Strandboulevandtunnelen under Strandboulevarden (åbnet marts 2022)[6]

Desuden blev man i 2020 færdig med Damhusledningen, en ny kloakledning mellem Damhussøen og Åmarken Pumpestation.
Følgende skybrudstunneler er under planlægning og udførelse:
- Svanemølletunnelen, 10 km lang Y-formet tunnel mellem dels Bispebjerg, dels Utterslev mose og Nordhavn (forventes færdig 2030)[7]
- Valbytunnelen, 2,5 km lang tunnel mellem Høffdingsvej/Ramsingvej og Kalveboderne
- Kalvebodtunnelen, fra Planetariet ved St. Jørgens Sø under Vesterbro til Kalvebod Brygge[8]
- Kagsåparkens Regnvandsprojekt, mellem Klausdalsbrovej og Klintekongevej[9]

## Udlandet
Selvom skybrud naturligvis også forekommer uden for Danmark, og deres skadevirkninger også her søges afbødet med tunneler, bruges betegnelsen skybrudstunnel sjældent; i stedet taler man fx. om 'stormwater management' eller 'combined sewer overflow' (CSO). Der er dog stadig tale om tunneler, der har til opgave at bortskaffe store vandmængder. I Kuala Lumpur har man bygget vejtunneler, som i tilfælde af skybrud kan omdannes og bruges til bortledning af vandmængder.